# Brian Bedford
Brian Bedford (Morley, 16 febbraio 1935 – Santa Barbara, 13 gennaio 2016) è stato un attore britannico.

## Biografia
Studiò alla Royal Academy of Dramatic Art (R.A.D.A.) di Londra. 
Ha vissuto a Los Angeles con l'attore Tim MacDonald, suo partner dal 1986, e con il quale si è sposato nel 2013.
È morto il 13 gennaio 2016 a 80 anni.

## Filmografia

### Cinema
- Avventura a Soho (Miracle in Soho), regia di Julian Amyes (1957)
- La tortura del silenzio (The Angry Silence), regia di Guy Green (1960)
- Come utilizzare la garçonnière (The Pad and How to Use It), regia di Brian G. Hutton (1966)
- Grand Prix, regia di John Frankenheimer (1966)
- Gli intrighi del potere - Nixon (Nixon), regia di Oliver Stone (1995)

### Televisione
- I gialli di Edgar Wallace (The Edgar Wallace Mystery Theatre) – serie TV, episodio 3x01 (1962)
- Ben Casey - serie TV, episodio 5x08 (1965)
- La signora in giallo (Murder, She Wrote) - serie TV, episodio 4x18 (1988)
- The Last Best Year, regia di John Erman - film TV (1990)
- Rossella (Scarlett) - miniserie TV (1994)
- A Christmas Carol, regia di Arthur Allan Seidelman - film TV (2004)

### Doppiatore
- Robin Hood, regia di Wolfgang Reitherman (1973)

## Doppiatori italiani
Nelle versioni in italiano dei suoi lavori, Brian Bedford è stato doppiato da: 
- Sergio Tedesco ne Gli intrighi del potere[2]
- Franco Zucca ne La signora in giallo[3]

Da doppiatore è stato sostituito da:
- Pino Colizzi in Robin Hood